# Katja Reider
Katja Reider (* 1960 in Goslar) ist eine deutsche Kinder- und Jugendbuchautorin.

## Leben
Katja Reider wurde 1960 in Goslar geboren. Nach ihrem Germanistik- und Publizistikstudium in Göttingen arbeitete sie zunächst in einer PR-Agentur und anschließend als Pressesprecherin des Wettbewerbs Jugend forscht. Während dieser Zeit entstanden auch ihre ersten Kinderbücher. Die Nachfrage war enorm, sodass Reider ihre Arbeit als Pressesprecherin aufgab und seither als freie Autorin tätig ist. 
Bis heute sind neben mehreren Hörspielen über 150 Bücher erschienen, die zum Teil in etliche  Sprachen übersetzt wurden.
Die Bandbreite ihrer Werke reicht dabei von Bilderbüchern bis zu Titeln für Jugendliche. Themenschwerpunkte setzt Reider auf Glückssuche, Toleranz und die (nicht) ganz alltäglichen Abenteuer des Alltags. Daneben hält sie zahlreiche Lesungen in Schulen, Bibliotheken und Buchhandlungen.
Katja Reider lebt mit ihrem Ehemann und ihren zwei Kindern in Hamburg.

## Auszeichnungen
- 2020/2022: Manfred-Mai-Preis für Kinderliteratur für Cool in 10 Tagen[3]

## Bibliographie (Auswahl)

### Kinderbücher
- Hör mal zu, wer macht muuuh? illustriert von Barbara Jelenkovich, Coppenrath Verlag, Münster 2001, ISBN 978-3-815-72122-3
- Tom in der Tinte. Mit Illustrationen von Silke Brix. Omnibus Verlag, 2001. ISBN 978-3-570-12634-9.
- Besuch in der Weihnachtswerkstatt, Edition Bücherbär, Würzburg 2002, ISBN 978-3-401-08364-3
- Die Windelflitzer, Edition Bücherbär, Würzburg 2002, ISBN 978-3-401-07937-0
- Vertragen wir uns wieder? Versöhnungsgeschichten, die Kindern helfen, illustriert von Kerstin Völker, Loewe Verlag, Bindlach 2003, ISBN 978-3-7855-4347-4
- Mein allererstes Geschichtenbuch, Loewe Verlag, Bindlach 2003, ISBN 978-3-7855-4077-0
- Weil ich dich lieb hab, Loewe Verlag, Bindlach 2004, ISBN 978-3-7855-5070-0
- Weil ich immer bei dir bin, Loewe Verlag, Bindlach 2004, ISBN 978-3-7855-5147-9
- Rosalie und Trüffel, illustriert von Jutta Bücker, Sanssouci, München-Wien 2004, ISBN 978-3-7254-1301-0
- Darf ich mitfahren, Papa? illustriert von Martina Kohl, Loewe Verlag, Bindlach 2004, ISBN 978-3-7855-4074-9
- Komm nach Hause, kleines Kätzchen, illustriert von Ines Rarisch, Loewe Verlag, Bindlach 2004, ISBN 978-3-7855-4909-4
- Pünktchen ist kein bisschen müde. Mit Illustrationen von Betina Gotzen-Beek. Coppenrath Verlag, 2004. ISBN 978-3-815-72847-5.
- Glücklich bis zur Nasenspitze, Loewe Verlag, Bindlach 2005, ISBN 978-3-7855-5313-8
- Viele kleine Kuschelgeschichten, Loewe Verlag, Bindlach 2005, ISBN 978-3-7855-5289-6
- Das wünsch ich dir so sehr, Loewe Verlag, Bindlach 2005, ISBN 978-3-7855-5495-1
- Viele kleine Mutgeschichten, illustriert von Kerstin M. Schuld, Loewe Verlag, Bindlach 2006, ISBN 978-3-7855-5641-2
- Die Fußballfüchse, illustriert von Silvio Neuendorf, Ravensburger Buchverlag, Ravensburg 2006, ISBN 978-3-473-52292-7
- Falsches Spiel im Klassenzimmer, illustriert von Silke Brix, Omnibus Verlag, München 2006, ISBN 978-3-570-21636-1
- Weil wir dich lieb haben, Loewe Verlag, Bindlach 2006, ISBN 978-3-7855-6022-8
- Psst! Ein Engel … Loewe Verlag, Bindlach 2007, ISBN 978-3-7855-5760-0
- Der Wunsch des Weihnachtsmanns, illustriert von Katja Senner, ArsEdition, München 2007, ISBN 978-3-7607-1654-1
- Herr Jasper sucht das Glück, illustriert von Jutta Bücker, Rowohlt-Taschenbuch-Verlag, Reinbek bei Hamburg 2008, ISBN 978-3-499-24783-5
- www junior: Die Feuerwehr, Ravensburger, Ravensburg 2008, ISBN 978-3-8337-2098-7
- www junior: Der Bauernhof, Ravensburger, Ravensburg 2008, ISBN 978-3-8337-2096-3
- Das Weihnachtskrokodil, Hoffmann und Campe, Hamburg 2008, ISBN 978-3-455-38042-2
- Joschi, der Mäuseheld, illustriert von Henrike Wilson, Coppenrath, Münster 2011, ISBN 978-3-8157-5539-6
- Das Schaf mit dem Zitronenohr, Sauerländer Verlag, Mannheim 2013, ISBN 978-3-411-81159-5
- Das Ravioli-Chaos oder Wie ich plötzlich Held wurde, Mit Illustrationen von Dominik Rupp. rororo rotfuchs, 2018. ISBN 978-3-499-21794-4.
- Ab in die Wanne, Ferkel! illustriert von Henrike Wilson, Hanser Verlag, 2021, ISBN 978-3-446-27134-0.[4]
- Hilda Huhn geht Eier suchen, illustriert von Sophia Schrade. rororo rotfuchs, 2022, ISBN 978-3-499-00899-3.
- Bald ist alles wieder gut, Loewe Verlag, Bindlach 2022, ISBN 978-3-743-21038-7.
- So viel Mut steht dir gut! Loewe Verlag, Bindlach 2023, ISBN 978-3-7432-1040-0
- Die kleine Maus will hoch hinaus, illustriert von Heike Anita Thomas. rororo rotfuchs, 2023, ISBN 978-3-499-01100-9.

### Erstlesebücher
Bildermaus
- Geschichten vom kleinen Eisbären, illustriert von Silke Voigt, Loewe Verlag, Bindlach 2002, ISBN 978-3-7855-4324-5
- Geschichten vom kleinen Elefanten, illustriert von Sabine Kraushaar, Loewe Verlag, Bindlach 2002, ISBN 978-3-7855-4131-9
- Geschichten von der Ritterburg, Loewe Verlag, Bindlach 2005, ISBN 978-3-7855-5304-6
- Geschichten vom kleinen Bären, illustriert von Dorothea Ackroyd, Loewe Verlag, Bindlach 2005, ISBN 978-3-7855-5604-7
- Geschichten von der kleinen Fee, Loewe Verlag, Bindlach 2005, ISBN 978-3-7855-5292-6
- Geschichten vom kleinen Löwen, illustriert von Katharina Wieker, Loewe Verlag, Bindlach 2006, ISBN 978-3-7855-4023-7
- Mein Freund, der Baggerführer, illustriert von Christian Zimmer, Loewe Verlag, Bindlach 2014, ISBN 978-3-7855-7581-9

Lesetiger
- Indianergeschichten, Loewe Verlag, Bindlach 2001, ISBN 978-3-7855-4111-1
- Feuerwehrgeschichten, Loewe Verlag, Bindlach 2001, ISBN 978-3-7855-3972-9
- Feriengeschichten, illustriert von Karin Schliehe und Bernhard Mark, Loewe Verlag, Bindlach 2003, ISBN 978-3-7855-4567-6
- Adventsgeschichten, illustriert von Betina Gotzen-Beek, Loewe Verlag, Bindlach 2004, ISBN 978-3-7855-5118-9
- Ostergeschichten, illustriert von Miriam Cordes, Loewe Verlag, Bindlach 2006, ISBN 978-3-7855-5645-0
- Dinosauriergeschichten, illustriert von Leopé, Loewe Verlag, Bindlach 2006, ISBN 978-3-7855-5683-2
- Vampirgeschichten, illustriert von Leopé, Loewe Verlag, Bindlach 2007, ISBN 978-3-7855-5896-6
- Seeräubergeschichten, illustriert von Leopé, Loewe Verlag, Bindlach 2008, ISBN 978-3-7855-6206-2

Lesepiraten
- Krimigeschichten, illustriert von Wilfried Gebhard, Loewe Verlag, Bindlach 2003, ISBN 978-3-7855-4586-7
- Baumhausgeschichten, illustriert von Rebecca Abe, Loewe Verlag, Bindlach 2005, ISBN 978-3-7855-5321-3
- Schulklassengeschichten, Loewe Verlag, Bindlach 2005, ISBN 978-3-7855-5434-0
- Ballettgeschichten, illustriert von Rebecca Abe, Loewe Verlag, Bindlach 2005, ISBN 978-3-7855-5512-5
- Fohlengeschichten, illustriert von Heike Wiechmann, Loewe Verlag, Bindlach 2007, ISBN 978-3-7855-4748-9

Lesefant
- Schnüffler & Schnauze, illustriert von Alex de Wolf, Loewe Verlag, Bindlach 2003, ISBN 978-3-7855-4777-9
- Komm zurück, kleine Meerjungfrau! illustriert von Birgit Brandt, Loewe Verlag, Bindlach 2004, ISBN 978-3-7855-5150-9
- Bühne frei für die Zwillinge, illustriert von Julia Ginsbach, Loewe Verlag, Bindlach 2007, ISBN 978-3-7855-5783-9

Leselöwen
- Schwimmbadgeschichten, illustriert von Eva Czerwenka, Loewe Verlag, Bindlach 2004, ISBN 978-3-7855-4952-0
- Castinggeschichten, illustriert von Anette Bley, Loewe Verlag, Bindlach 2009, ISBN 978-3-7855-6173-7
- Die große Ballett-Aufführung, illustriert von Florentine Prechtel, Loewe Verlag, Bindlach 2019, ISBN 978-3-7432-0295-5

Leserabe
- Detektivgeschichten zum Mitraten, illustriert von Marijke ten Cate, Ravensburger Buchverlag, Ravensburg 2006, ISBN 978-3-473-36179-3
- Prinzessinnengeschichten, illustriert von Betina Gotzen-Beek. Ravensburger Buchverlag, Ravensburg 2008, ISBN 978-3-473-36353-7
- Gruselgeschichten, illustriert von Erhard Dietl, Ravensburger Buchverlag, Ravensburg 2008, ISBN 978-3-473-36347-6
- Nixengeschichten, illustriert von Betina Gotzen-Beek. Ravensburger Buchverlag, Ravensburg 2011, ISBN 978-3-473-36254-7
- Ein Fall für die Kichererbsen, illustriert von Isabelle Metzen, Ravensburger Buchverlag, Ravensburg 2014, ISBN 978-3-473-36444-2
- Polizeigeschichten, illustriert von Antje Hagemann, Ravensburger Buchverlag, Ravensburg 2021, ISBN 978-3-473-46022-9
- Feuerwehrgeschichten, illustriert von Vernessa Himmler, Ravensburger Buchverlag, Ravensburg 2023, ISBN 978-3-473-46273-5

Kommissar Pfote-Reihe, illustriert von Dirk Hennig
- Immer der Schnauze nach, Loewe Verlag, Bindlach 2020, ISBN 978-3-743-20608-3
- Auf der Spur der Diamanten-Diebin, Loewe Verlag, Bindlach 2021, ISBN 978-3-743-20654-0
- Schnüffel-Einsatz auf dem Schulhof, Loewe Verlag, Bindlach 2021, ISBN 978-3-743-20655-7
- Ein haariger Fall, Loewe Verlag, Bindlach 2022, ISBN 978-3-743-21156-8

### Jugendbücher
- Liebe sagt das Herz – Angst sagt der Bauch, mit Constantin Kilian, Dino Entertainment, Stuttgart 1998, ISBN 978-3-932268-91-5
- Eine Klasse für Kira, Omnibus Verlag, München 2002, ISBN 978-3-570-12658-5
- Das erste Mal lieben, Bertelsmann-Jugendbuch-Verlag, München 2004, ISBN 978-3-570-30151-7
- Das erste Mal lieben – Das erste Mal streiten, cbj Verlag, München 2005, ISBN 978-3-570-30155-5
- Wahnsinnsliebe, Ravensburger Buchverlag, Ravensburg 2006, ISBN 978-3-473-52270-5
- Der PrinzessinnenClub, cbj Verlag, München 2008, ISBN 978-3-570-13439-9
- Der PrinzessinnenClub. Eine für alle, cbj Verlag, München 2009, ISBN 978-3-570-13398-9
- Der PrinzessinenClub. Glück hoch drei, cbj Verlag, München 2010, ISBN 978-3-570-13851-9

### Erwachsenenliteratur
- Vier Wahrheiten und ein Todesfall, (Pseudonym: Lia Norden, gemeinsam mit Sylvia Heinlein, Cornelia Franz und Hilke Rosenboom), Rowohlt, Reinbek 2011, ISBN 3-499-25524-3
- Die kleinen Zeitfresser sind überall, illustriert von Thorsten Saleina, Geschenkbuch, Coppenrath, Münster 2017, ISBN 978-3-649-62345-8

## Hörbücher
- Rosalie & Trüffel / Herr Jasper & Frau Kühnlein suchen das Glück, der Hörverlag, München 2005, ISBN 978-3-89940-722-8
- Rosalie liebt Trüffel, der Hörverlag, München 2007, ISBN 978-3-86717-140-3
- Weil ich dich lieb hab, Jumbo Neue Medien & Verlag, Hamburg 2008, ISBN 978-3-8337-2270-7